# Oeneis verdanda
Oeneis verdanda är en fjärilsart som beskrevs av Otto Staudinger 1897. Oeneis verdanda ingår i släktet Oeneis och familjen praktfjärilar. Inga underarter finns listade i Catalogue of Life.